# Euchromadora robusta
Euchromadora robusta is een rondwormensoort uit de familie van de Chromadoridae. De wetenschappelijke naam van de soort is voor het eerst geldig gepubliceerd in 1998 door Kulikov, Dashchenko, Koloss & Yushin.